# 米特尔施泰滕
米特尔施泰滕是德国巴伐利亚州的一个市镇。总面积18.62平方公里，总人口1696人，其中男性832人，女性864人（2011年12月31日），人口密度91人/平方公里。